# كلود إي. كادي
كلود إي. كادي (بالإنجليزية: Claude E. Cady)‏ هو سياسي أمريكي، ولد في 28 مايو 1878 في الولايات المتحدة، وتوفي بنفس المكان في 30 نوفمبر 1953. حزبياً، نشط في الحزب الديمقراطي. انتخب عضو مجلس النواب الأمريكي.